# Entaspidiotus giliomeei
Entaspidiotus giliomeei är en insektsart som beskrevs av Williams 1963. Entaspidiotus giliomeei ingår i släktet Entaspidiotus och familjen pansarsköldlöss. Inga underarter finns listade i Catalogue of Life.